# 메르젤리나역
메르젤리나 (Mergelina) 역은 이탈리아 나폴리 지하철 6호선의 역이다. 나폴리의 메르젤리나 구에 위치해 있다. 현재 6호선의 시종착역으로 무니치피오 역까지 노선이 연장되면 일반 정차역이 될 예정이다. 2007년 2월 4일에 문을 열었으며 람푸냐니가 설계하였다. 승강장은 2면 2선의 구조이다. 역이 운영될 당시에는 6호선 전체를 통틀어 승객 수요가 가장 많았다.
2008년에는 나폴리의 주요 철도역 중 하나인 나폴리 메르젤리나 역과 지하철역을 잇는 공사가 진행되었다. 이 보행 통로를 따라서는 나폴리 지하철 2호선을 이용하도록 하였다. 역내에는 '아트 스테이션' 프로젝트의 일환으로 설치된 메르츠 작가의 작품과 경사 엘레베이터가 있다.
2017년 나폴리 지하철 6호선이 수요 부족으로 운영을 멈추면서 사용되지 않고 있다.

## 시설
이 역에는 다음과 같은 시설이 있다.
- 매표기
- 에스컬레이터
- 엘레베이터
- 장애인용 접근 시설

## 환승
- 주차장
- 승객용 버스 정류장 (C16)